# 태국의 왕세자
태국의 왕세자(태국어: สยามมกุฎราชกุมาร)는 태국의 왕위 계승자가 갖고 있는 칭호이다. 1886년 쭐랄롱꼰(라마 5세) 국왕이 법정추정상속인인 '사방 바다나' 여왕에 의해 국왕의 장남인 '마하 바지루니히스' 왕자를 위해 처음 만들었다. 이에 앞서 시암의 왕좌에는 왕위계승을 규제하는 법률이나 형식적인 제도가 없었다.
1688년 아유타야 왕조의 페트라차 국왕은 '프런트 팰리스'라는 칭호를 만들었는데, 라따나꼬신 왕국 시대에는 왕위를 가정한 후계자에게 부여된 주요 칭호가 되었다. 그러나 1809년 풋릇란팔라이(라마 2세) 국왕을 제외하고는 이런 식으로 왕위를 계승한 사례는 거의 없었다. 1875년 '프런트 팰리스' 사태 이후 프런트 팰리스라는 칭호를 폐지하고 왕위 계승자가 된 왕세자의 칭호로 대체하였다.
1924년 와치라웃(라마 6세) 국왕은 시암의 왕위 계승을 규제하기 위해 《1924년 왕위 계승법》을 공포하였는데, 이 법은 본질적으로 여성, 평민 부인 자녀 또는 외국인 아내의 자녀들을 왕위에 앉히는 것을 금지하였고, 또한 연공서열에 의한 남성계통을 통한 승계를 재확정하였다. 이 법은 또한 왕세자가 될 수 있는 개인에게도 영향을 미쳤다. 창시 이래 세 명의 왕자가 이 칭호로 올려졌고, 두 명의 왕자가 왕위를 계승했다.

## 역대 왕세자 기

1891년부터 1910년까지 사용한 태국 왕세자 기

## 같이 보기
- 태국의 군주
- 태국의 군주 목록
- 태국의 왕세자 목록
- 짜끄리 왕조

### 서지
- Prince Chula Chakrabongse, HRH (1967). 《Lords of Life: A History of the Kings of Thailand》. United Kingdom: Alvin Redman Limited.
- Kesboonchoo Mead, Kullada (2004). 《The Rise and Decline of Thai Absolutism》. United Kingdom: Routledge Curzon. ISBN 0-415-29725-7.  Kesboonchoo Mead, Kullada (2004). 《The Rise and Decline of Thai Absolutism》. United Kingdom: Routledge Curzon. ISBN 0-415-29725-7.  Kesboonchoo Mead, Kullada (2004). 《The Rise and Decline of Thai Absolutism》. United Kingdom: Routledge Curzon. ISBN 0-415-29725-7.
- OKNation.net, "เจ้านาย"ผู้ มี สิทธิ์ ใน ราช บัลลังก์ เมื่อ ปี พ.ศ. 2477 (จบ) (태국) 보관됨 2016-08-30 - 웨이백 머신, 2009년 9월, 검색 됨 2010-03-16